# Dina (Vorname)
Dina (auch Dinah) ist ein im deutschsprachigen Raum seltener weiblicher Vorname.

## Herkunft und Bedeutung
- Hebräisch דִינַה, von der Wurzel דין „Recht schaffen“, „jemandem zu seinem Recht verhelfen“.[1] Im Alten Testament ist Dina die einzige Tochter Jakobs und Leas (Gen 34 LUT).

- Im Arabischen bedeutet dieser Vorname „Religion“.
- Schließlich kann der Name auch eine Kurzform von Bernardina oder Ondina sein.

## Bekannte Namensträgerinnen

### Dina
- Dina Abramowicz (1909–2000), jüdische Bibliothekarin, Partisanin, Historikerin sowie Spezialistin für jiddische Sprache
- Dina Asher-Smith (* 1995), britische Sprinterin
- Dina Blagojević (* 1997), serbische Fußballspielerin
- Dina Bösch (* 1960), deutsche Gewerkschafterin und Diplom-Pädagogin
- Dina Boluarte (* 1962), peruanische Rechtsanwältin und Politikerin
- Dina Carroll (* 1968), britische R&B- und Pop-Sängerin
- Dina Cocea (1912–2008), rumänische Schauspielerin
- Dina Cymbalist (1900/1907–1989), russisch-jüdische Künstlerin
- Dina De Santis (1932–1985), italienische Schauspielerin
- Dina Doronne (* 1940), israelische Theater- und Filmschauspielerin
- Dina Dreyfus (1911–1999), französische Philosophin, Ethnologin, Anthropologin und Familiensoziologin
- Dina Duma (* 1991), nordmazedonische Drehbuchautorin und Filmregisseurin
- Dina Ellermann (* 1980), estnische Dressurreiterin
- Dina Emundts (* 1972), deutsche Philosophin
- Dina Eduardowna Galiakbarowa (* 1991), russische Säbelfechterin
- Dina Garipowa (* 1991), russische Sängerin
- Dina Galli (1877–1951), italienische Schauspielerin, Modeikone des frühen 20. Jahrhunderts
- Dina Gralla (1905–1994), deutsche Schauspielerin
- Dina Halpern (1909–1989), polnische Schauspielerin des jiddischen Theaters und Films
- Dina Hviid (* 1947), schwedische Bildhauerin
- Dina Kagramanov (* 1986), kanadische Schachspielerin
- Dina Kürten (* 1976), deutsche Synchronsprecherin
- Dina Kuhn (1891–1963), österreichische Keramikerin und Kunstgewerblerin
- Dina Larot (* 1942), österreichische Malerin
- Dina Litovsky (* 1979), ukrainisch-US-amerikanische Fotografin
- Dina Manfredini (1897–2012), italienisch-US-amerikanische Altersrekordlerin
- Dina Maslowa (* 1984), kirgisische Journalistin
- Dina Merrill (1923–2017), US-amerikanische Schauspielerin und Unternehmerin
- Dina Meshref (* 1994), ägyptische Tischtennisspielerin
- Dina Meyer (* 1968), US-amerikanische Schauspielerin
- Dina Nayeri (* 1979), iranisch-US-amerikanische Schriftstellerin
- Dina Orschmann (* 1998), deutsche Fußballspielerin
- Dina Pomeranz (* 1977), Schweizer Wirtschaftswissenschaftlerin
- Dina Powell (* 1973), US-amerikanische Bankmanagerin und ehemalige Regierungsbeamte
- Dina Rae (* 1976), US-amerikanische R&B-Sängerin
- Dina Rubina (* 1953), russisch-israelische Schriftstellerin
- Dina Shihabi (* 1989), saudi-arabisch-palästinensische Schauspielerin
- Dina Spybey (* 1965), US-amerikanische Schauspielerin
- Dina St Johnston (1930–2007), britische Informatikerin und Unternehmerin
- Dina Straat (* 1945), deutsche Sängerin
- Dina Titus (* 1950), US-amerikanische Politikerin
- Dina Ugorskaja (1973–2019), russischstämmige deutsche Pianistin
- Dina Vierny (1919–2009), französische Kunsthändlerin, Kunstsammlerin und Museumsdirektorin
- Dina Wyler (1931–2007), jüdisch-schweizerische Künstlerin
- Dina Yanni (* 1977), österreichische Politologin, Autorin und visuelle Künstlerin

### Dinah
- Dinah Babbitt (1923–2009), tschechische Malerin und Bildhauerin
- Dinah Collin (* vor 1969), britische Kostümbildnerin
- Dinah Craik (1826–1887), englische Romanautorin und Dichterin
- Dinah Eckerle (* 1995), deutsche Handballtorhüterin
- Dinah Marte Golch (* 1974), deutsche Schriftstellerin und Drehbuchautorin
- Dinah Grace (1917–1963), deutsche artistische Tänzerin und Schauspielerin
- Dinah Jane Hansen (* 1997), US-amerikanische Sängerin und Mitglied von Fifth Harmony
- Dinah Hinz (1934–2020), deutsche Schauspielerin
- Dinah Kaye (1924–2011), schottische Blues- und Jazzsängerin
- Dinah Kohnstamm (1869–1942), niederländische Malerin, Zeichnerin und Kunsthandwerkerin, im KZ Auschwitz ermordet
- Dinah Lenney (* 1956), US-amerikanische Schauspielerin und Autorin
- Dinah Manoff (* 1958), US-amerikanische Schauspielerin
- Dinah Nelken (1900–1989), deutsche Schriftstellerin und Drehbuchautorin
- Dinah Pfaus-Schilffarth (1973–2019), deutsche Schauspielerin und Musikerin
- Dinah Pfizenmaier (* 1992), deutsche Tennisspielerin
- Dinah Radtke (* 1947), deutsche Übersetzerin und Aktivistin der Behindertenbewegung
- Dinah Sheridan (1920–2012), britische Schauspielerin
- Dinah Shore (1916–1994), US-amerikanische Sängerin
- Dinah Washington (1924–1963), US-amerikanische Jazz-, Pop- und Bluessängerin

### Das LiedDinah
Das Lied Dinah (Lewis/Young/Akst) war ein bekannter Jazz-Standard der 1920er und 1930er Jahre, u. a. bekannt durch die Versionen von Ethel Waters, Fletcher Henderson, Fats Waller und den Mills Brothers.